# هارولد نيكولز
هارولد نيكولز (بالإنجليزية: Harold Nichols)‏ هو مصارع رياضي أمريكي، ولد في 22 مارس 1917 في كريسكو في الولايات المتحدة، وتوفي في 22 فبراير 1997 في أيمز في الولايات المتحدة.